# Hermann Pabel

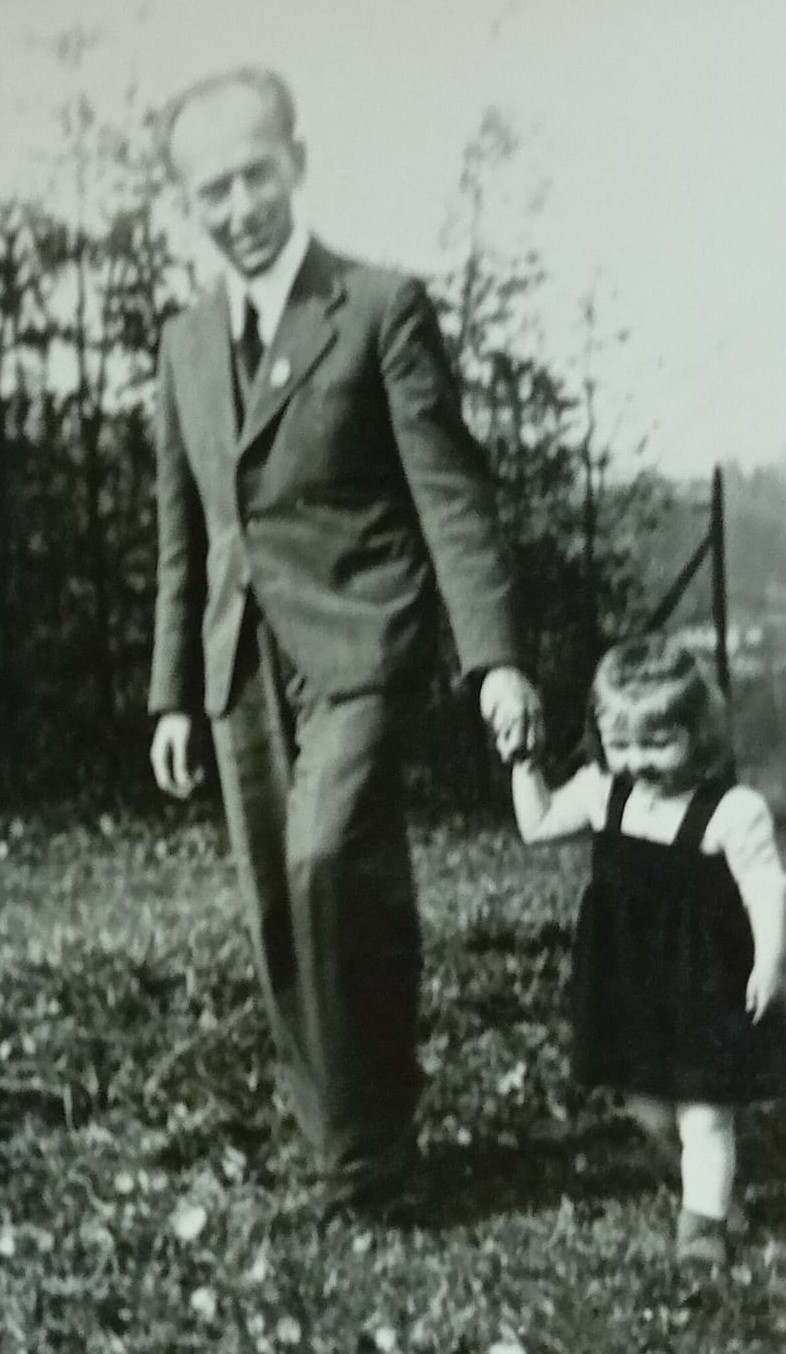
Hermann Pabel mit Tochter Gerlind (verheiratete Ulrich) 1942

Hermann Franz Antonius Pabel (* 21. Februar 1901 in Breslau, Provinz Schlesien; † 7. Januar 1945 in der Nähe von Minsk) war ein deutscher römisch-katholischer Geistlicher, Organist, Chorleiter, Komponist und Musikpädagoge.

## Leben und Wirken
Hermann Pabel besuchte von 1911 bis 1920 das staatliche St.-Matthias-Gymnasium in Breslau, an dem der Musikunterricht auf beträchtlicher Höhe stand. Parallel lernte er Orgel bei seinem Vater Hermann Emil Karl Pabel (1871–1933), der Volksschullehrer und zugleich Organist sowie Chorleiter an der Kirche St. Maria auf dem Sande war. Außerdem genoss er eine Ausbildung am Breslauer Konservatorium. Dem Wunsch seiner Eltern entsprechend studierte er Katholische Theologie und Philosophie. Nebenher hörte er Musikwissenschaft bei Max Schneider an der Universität Breslau.
Er schloss das Theologiestudium mit gutem Erfolg ab. Vom Februar 1925 bis zum März 1935 war er katholischer Geistlicher im Dienste des Bischöflichen Ordinariates Berlin. 1925–1927 war er Kaplan an der Kirche St. Ludwig in Berlin-Wilmersdorf, 1927–1934 Domkaplan zu St. Hedwig in Berlin-Mitte. Darüber hinaus war er vom Oktober 1929 bis zum Januar 1934 Domorganist, Kapellmeister und Chorleiter zu St. Hedwig. Er baute den Kathedralchor neu auf und schulte ihn in mehrjähriger Arbeit stimmlich und musikalisch. Der Chor hatte auch viele Auftritte in der Sing-Akademie, in der Philharmonie und im Konzertsaal der Musikhochschule. Elf Schallplatten (Label Christschall, Berlin und Kalliope, Leipzig) mit Werken von Jakob Arcadelt, Haydn, Händel, Liszt, Jules Duguet, Adolphe Adam u. a. zeugen von seinem Wirken mit dem Chor. Die große Orgel der St. Hedwigs-Kathedrale wurde nach seinen Plänen von der Firma Johannes Klais (Bonn) 1930 eingebaut. Zu Orgelkonzerten wurde er nach Breslau, Stuttgart, Ulm und Dortmund eingeladen. Auch eine Soloschallplatte von ihm, auf der er Werke von Johann Sebastian Bach und Johann Pachelbel auf der Walcker-Orgel der Herz-Jesu-Kirche in Berlin-Charlottenburg spielt, ist bekannt. Daneben erteilte er Religionsunterricht in mehreren Volksschulen, aber auch am Bismarck-Oberlyzeum (1939–1946 Johanna-von-Puttkamer-Schule), an der Goethe-Oberrealschule, am Dorotheenstädtischen Gymnasium und am Gymnasium zum Grauen Kloster. 1929–1932 studierte er an der Staatlichen Akademie für Kirchen- und Schulmusik, an der er die Staatsprüfung als Organist und Chordirigent bestand.
Hermann Pabel war auch regelmäßig im Radio zu hören, so am 17. September 1931: Übertragung aus der Sandkirche in Breslau, Orgelkonzert von Hermann Pabel mit Werken von Johann Sebastian Bach, Kurt Doebler und Max Reger.
Die Firma Johannes Klais warb mit seiner Expertise.
Im April 1935 musste er seine Stellung an der St. Hedwigs-Kathedrale aufgeben, da er Johanna Charlotte Weese (1913–1998) kennengelernt hatte und eine Familie gründen wollte; er heiratete Johanna und bekam mit ihr vier Kinder.
1937–1943 bildete er Musiklehrer aus: 1937–1939 als Dozent für Musikerziehung in Weilburg an der Lahn (Mittelhessen) und 1939–1943 als Dozent an der Hochschule für Lehrerbildung in Hirschberg im Riesengebirge/Niederschlesien (seit 1945: Jelenia Góra/Polen).
Am 1. Juni 1943 wurde er zum Kriegsdienst eingezogen, schrieb fast jeden Tag einen Brief an seine Familie. Vom Heiligen Abend 1943 berichtete er beispielsweise über seine entzündeten Augen, als er gerade auf dem Rückweg von einem Lehrgang in Rumänien zu seiner Einheit war. Den letzten Brief schrieb er am 21. August 1944, als er in Rumänien an der Front war. Er starb vor Schwäche während des Transports auf der Strecke zwischen Stalino (heute: Donezk/Ukraine) und Minsk (Weißrussland). Dies erfuhr seine Familie erst am 29. Juni 1950 durch das Rote Kreuz, bis dahin galt er als vermisst. Seine Frau war mit den Kindern im April 1945 nach Berlin geflohen.
Hermann Pabel komponierte viele Choralvorspiele und Chorwerke, Orchesterwerke, Kammermusik und Lieder. Seine Werke werden auch im 21. Jahrhundert regelmäßig aufgeführt, z. B. das Ave Maria am 16. Juli 2017 in der evangelischen Kirche am Kurpark in Bad Driburg.

## Vorfahren und Familie
Der als erster Bergführer Europas bekannt gewordene Franz Pabel (1773–1861) aus Karlsberg im Heuscheuergebirge (Grafschaft Glatz) war der Ururgroßvater von Hermann Pabel. Der Sohn von Franz Pabel ist Joseph Ignaz Franz Pabel (9. Mai 1813 – 18. Januar 1881, ebenfalls dort Bergführer), der Enkel von Franz Pabel = der Großvater von Hermann Pabel ist Joseph Pabel (14. Juni 1842 – 1937, ebenfalls dort Bergführer), der Vater von Hermann Pabel ist Hermann Emil Karl Pabel (8. Juli 1871 – 20. April 1933).
Der Bruder von Hermann Pabel war der Theologe, Kirchenmusikdirektor und Musikwissenschaftler Franz Pabel (1910–2006).

## Schallplatten mit dem Chor der St. Hedwigs-Kathedrale
- Es ist ein Ros entsprungen (Satz: Michael Praetorius) – Zu Bethlehem geboren. Chor der St. Hedwigs-Kathedrale, Berlin. Regens chori: Kaplan Hermann Pabel, Berlin. A cappella. Christschall 46. Schellackplatte ca. 1931
- Vom Himmel hoch, ihr Englein kommt – Schlaf wohl, du Himmelsknabe. Chor der St. Hedwigs-Kathedrale, Berlin, Dirigent: Kaplan Hermann Pabel, Berlin. A cappella. Christschall 48. Schellackplatte ca. 1931
- Stille Nacht – Heiligste Nacht (Bariton, Chor und Orgel). Solo: Kammersänger Louis van de Sande, Berlin. Chor der St. Hedwigs-Kathedrale, Berlin. Dirigent: Kaplan Hermann Pabel, Berlin. Christschall 49. Schellackplatte ca. 1931
- Weihnachtsgesang (Adolphe Adam) – Jesulein zart (Bariton, Chor und Orchester). Solo: Kammersänger Louis van de Sande, Chor der St. Hedwigs-Kathedrale, Berlin. Dirigent: Kaplan Hermann Pabel, Berlin. Christschall 50. Schellackplatte ca. 1932
- Joseph, lieber Joseph mein – Transeamus (Bariton, Chor und Orchester). Solo: Kammersänger Louis van de Sande, Berlin, Chor der St. Hedwigs-Kathedrale, Berlin. Dirigent: Kaplan Hermann Pabel, Berlin. Christschall 51. Schellackplatte ca. 1932
- Tu es Petrus (aus dem Christus-Oratorium von Franz Liszt) – Qui tollis peccata mundi (aus dem Gloria der Nelson-Messe in d-Moll von Joseph Haydn) (Bariton, Chor und Orchester). Solo: Kammersänger Louis van de Sande. Chor der St. Hedwigs-Kathedrale, Berlin. Dirigent: Kaplan Hermann Pabel, Berlin. Christschall 52. Schellackplatte ca. 1932
- Arioso (Dank sei Dir, Herr) (Georg Friedrich Händel) – Largo (Georg Friedrich Händel). Solo: Kammersänger Louis van de Sande, Berlin, Bariton – Violine: M. van den Berg, Berlin – Cello: Ewel Stegmann, Berlin – Harfe: Max Saal, Berlin – Orgel: Kaplan Hermann Pabel – Chor der St. Hedwigs-Kathedrale, Berlin. Dirigent: Kaplan Hermann Pabel, Berlin. Christschall 53. Schellackplatte ca. 1932
- Panis Angelicus (César Franck) – O salutaris hostia (Jules Duguet). Bariton: Kammersänger Louis van de Sande – Violine: M. van den Berg – Cello: Ewel Stegmann – Harfe: Professor Max Saal – Orgel: Kaplan Hermann Pabel – Chor der St. Hedwigs-Kathedrale, Berlin. Dirigent: Kaplan Hermann Pabel, Berlin. Christschall 54. Schellackplatte ca. 1932
- Ave Maria (Jakob Arcadelt) – Meerstern, ich grüße dich (deutsches Kirchenlied). Gemischter Chor a capella. Chor der St. Hedwigs-Kathedrale, Berlin. Kathedral-Kapellmeister Kaplan Hermann Pabel. Christschall 71. Schellackplatte ca. 1933
- Transeamus (Gradual für die hl. Weihnacht von Jos. Schnabel) – Adeste fideles (alte Volksweise). Chor der St. Hedwigs-Kathedrale. Leitung: Kaplan Hermann Pabel. Solist: Kammersänger Louis van de Sande. Kalliope K 1677. Schellackplatte ca. 1933

## Veröffentlichte Kompositionen (Auswahl)
- Orgelbuch zum Gebet- und Gesangbuch für die Alt-Katholiken in Deutschland, bearbeitet von Hermann Pabel (Bonn, 1953)
- Du bist mein für Gesang und Gitarre (Worte: anonym), in: Das Gitarrespiel, Heft 12, S. 30, Hrsg. Bruno Henze (Friedrich Hofmeister Musikverlag, T 4012, Leipzig 1956)
- Du hast mein Herz gefangen für Gesang und Gitarre (Worte: Hermann Löns), in: Das Gitarrespiel, Heft 12, S. 30, Hrsg. Bruno Henze (Friedrich Hofmeister Musikverlag, T 4012, Leipzig 1956)
- Kleine Suite für 2 Altflöten und Gitarre, in: Das Gitarrespiel, Heft 15a, S. 12, Hrsg. Bruno Henze (Friedrich Hofmeister Musikverlag, T 4017, Leipzig 1964)

## Unveröffentlichte Kompositionen (Auswahl)
Quelle: Manuskripte aus dem Nachlass von Hermann Pabel. Einige Werke sollen bei Breslauer Verlagen erschienen sein; die Drucke sind aber unauffindbar. Die Durchnummerierung der ersten zehn Werke stammt original von Hermann Pabel.
- 1. Introduktion und Passacaglia (für Orgel)
- 2. O Haupt voll Blut und Wunden (Orgelchoral)
- 3. Komm, o komm, du Geist des Lebens (Orgelchoral)
- 4. Christ ist erstanden (Orgelchoral)
- 5. Praeludium und Fuge (für Orgel)
- 6. Passacaglia (für Orgel)
- 7. Toccata und Fuge (für Orgel)
- 8. Der Morgenstern ist aufgegangen (Orgelchoral)
- 9. Vom Himmel hoch da komm ich her (Orgelchoral)
- 10. Fuge (zum Praeludium Nr. 5) (für Orgel)
- Missa brevis für drei Stimmen (dem Kirchenchor von St. Maria zu Breslau)
- Ave Maria für gemischten Chor (7. September 1932)
- Veni Creator Spiritus für Orgel (Pfingsten 1933)
- Deutsche Messe für gemischten Chor in der dorischen Tonart
- Kurze deutsche Messe für gemischten Chor
- Nun ruhen alle Wälder (Orgelchoral)
- O süßester der Namen all (Orgelchoral)
- Wie schön leucht‘t uns der Morgenstern (für Orgel)
- O Haupt voll Blut und Wunden (für Orgel) (Karfreitag 1940)
- O Traurigkeit, o Herzeleid (für Orgel) (Karfreitag 1940)
- Christus ist erstanden (für Orgel)
- Wachet auf, ruft uns die Stimme (für Orgel)
- Jesus lebt, mit ihm auch ich (für Orgel)
- Drei Laub auf einer Linden (für Orgel)
- Es ist das Heil uns kommen her (für Orgel)
- Die güldene Sonne (für Orgel)
- Ich weiß, woran ich glaube (Heinrich Schütz)  (für Orgel)